# Ramón Sáez
Ramón Sáez (Quart de Poblet, 4 januari 1940 – Valencia, 18 juni 2013) was een Spaans wielrenner. 

## Biografie
Sáez was beroepswielrenner van 1962 tot 1973. Hij won in de jaren 1967, 1968, 1969 en 1970 zeven etappes in de Ronde van Spanje. In 1967 werd hij derde bij het wereldkampioenschap wielrennen op de weg in Heerlen achter de Belg Eddy Merckx en de Nederlander Jan Janssen. In 1969 werd hij Spaans nationaal kampioen op de weg. 

## Overwinningen en ereplaatsen
1966
- 1e in Barcelona-Andorra

1967
- 1e in de 3e etappe Ronde van Spanje
- 1e in de 4e etappe Ronde van Spanje
- 3e bij het Wereldkampioenschap op de weg, profs
- 1e in Trofeo Elola

1968
- 1e in de 5e etappe Ronde van Andalusië (Ruta del Sol)
- 1e in de 6e etappe Ronde van Spanje
- 1e in de 11e etappe Ronde van Spanje

1969
- 1e bij het Nationaal Kampioenschap op de weg, individueel
- 1e in de 7e etappe Ronde van Spanje
- 1e in de 8e etappe Ronde van Spanje

1970
- 1e in de 8e etappe deel a Ronde van Spanje
- 1e in de 15e etappe Ronde van Spanje
- 1e in de 3e etappe Ronde van Aragón
- 1e in de 2e etappe deel b Circuit des Mines
- 1e in Trofeo Masferrer
- 1e in Trofeo Luis Puig

1971
- 1e in de 1e etappe Ronde van Aragón
- 1e in de 3e etappe Ronde van Aragón
- 1e in de 4e etappe Ronde van Aragón
- 1e in het eindklassement Ronde van Aragón
- 1e in de 2e etappe Ronde van Levante
- 2e in Trofeo Masferrer

## Resultaten in voornaamste wedstrijden
| Jaar | Ronde van Italië | Ronde van Frankrijk | Ronde van Spanje |
| ---- | ---------------- | ------------------- | ---------------- |
| 1966 |                  |                     | 19e              |
| 1967 |                  | 85e                 | 39e (2)          |
| 1968 |                  |                     | 32e (1)          |
| 1969 |                  |                     | 19e (2)          |
| 1970 |                  |                     | 40e (2)          |
| 1971 |                  |                     | 53e              |
| 1972 |                  |                     |                  |

| Jaar | Milaan-San Remo |  | WK op de weg |
| ---- | --------------- |  | ------------ |
| 1966 | 63e             |  |              |
| 1967 |                 |  | ↑            |
| 1968 |                 |  |              |
| 1969 |                 |  | 57e          |
| 1970 |                 |  | 38e          |
| 1971 |                 |  |              |
| 1972 |                 |  |              |